# Oratorio de Llandaff
El Oratorio de Llandaff (en inglés: Llandaff Oratory) es un oratorio en Van Reenen, KwaZulu-Natal, Sudáfrica. El oratorio fue construido por Maynard Mathews en memoria de su hijo Mathew Llandaff quien murió mientras salvaba la vida de 8 compañeros de trabajo en la mina de carbón Burnside el 19 de marzo de 1925.
Inicialmente Maynard Mathews quiso fijar una placa en honor a su hijo en la iglesia católica de Ladysmith, pero no pudo obtener el permiso para hacerlo. Decidido a rendir homenaje a su hijo en una iglesia, Maynard procedió a construir su propio edificio, que fue consagrado como una iglesia católica y el mismo se convirtió en sacerdote (siendo ordenado el 7 de mayo de 1926).